# Ligne 1 du tramway de Lyon
Pour les articles homonymes, voir Ligne 1.
La ligne 1 du tramway de Lyon, plus simplement nommée T1, est une ligne de tramway de la métropole de Lyon exploitée par RATP Dev Lyon qui relie Debourg à IUT - Feyssine en desservant les 2e, 3e, 6e et 7e arrondissements de Lyon ainsi que la commune de Villeurbanne. En 2016, elle transportait quotidiennement plus de 110 000 passagers en moyenne.
Mise en service le 2 janvier 2001 entre les stations Perrache et IUT - Feyssine, elle a connu deux prolongements : le premier en 2005 de Perrache à Montrochet, puis le second en 2014 de la même station, renommée Hôtel de région - Montrochet, à Debourg.

## Histoire

### Ouverture de la ligne

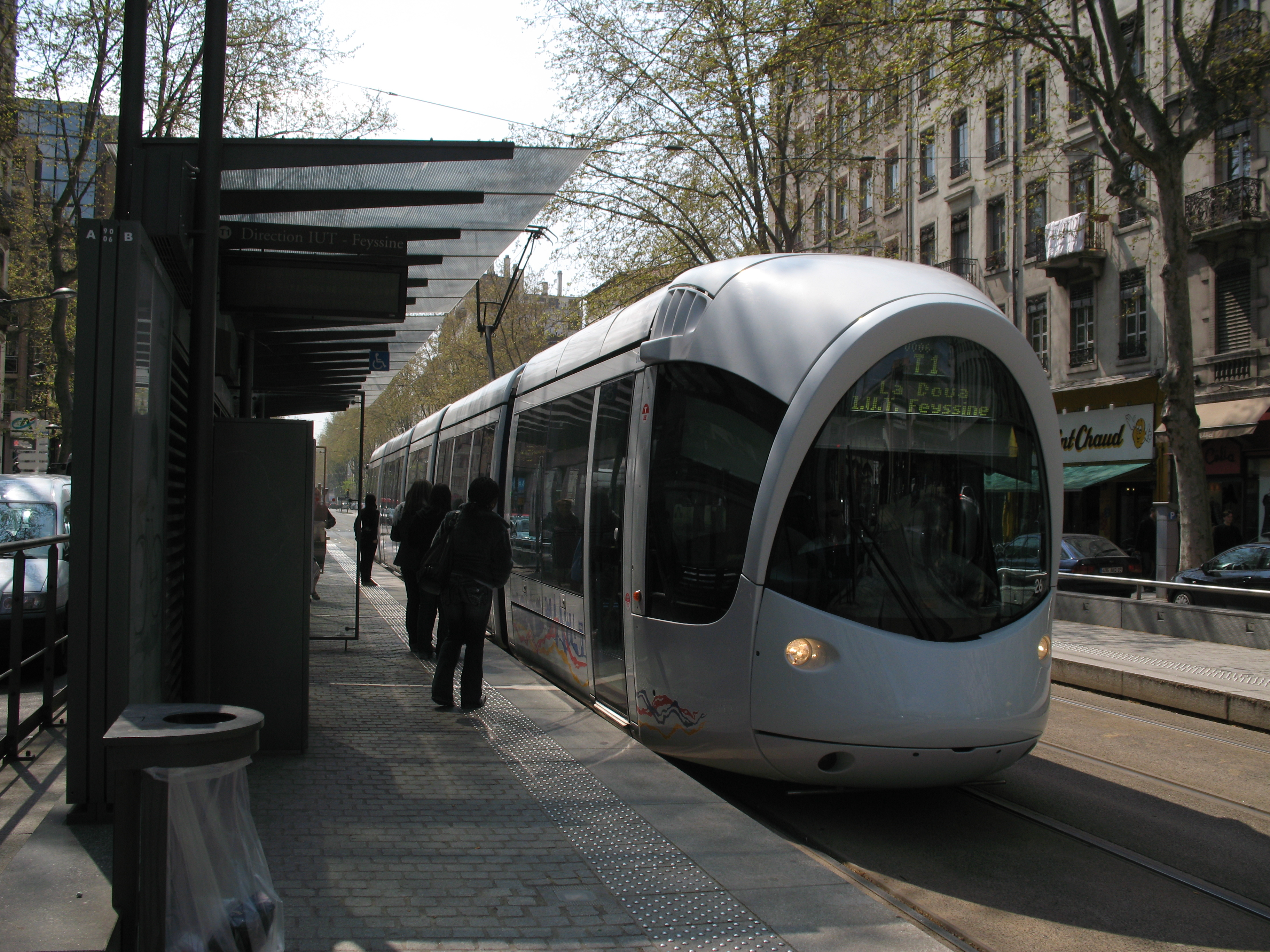
Une rame de tramway Citadis 302 à la station Place des Archives.

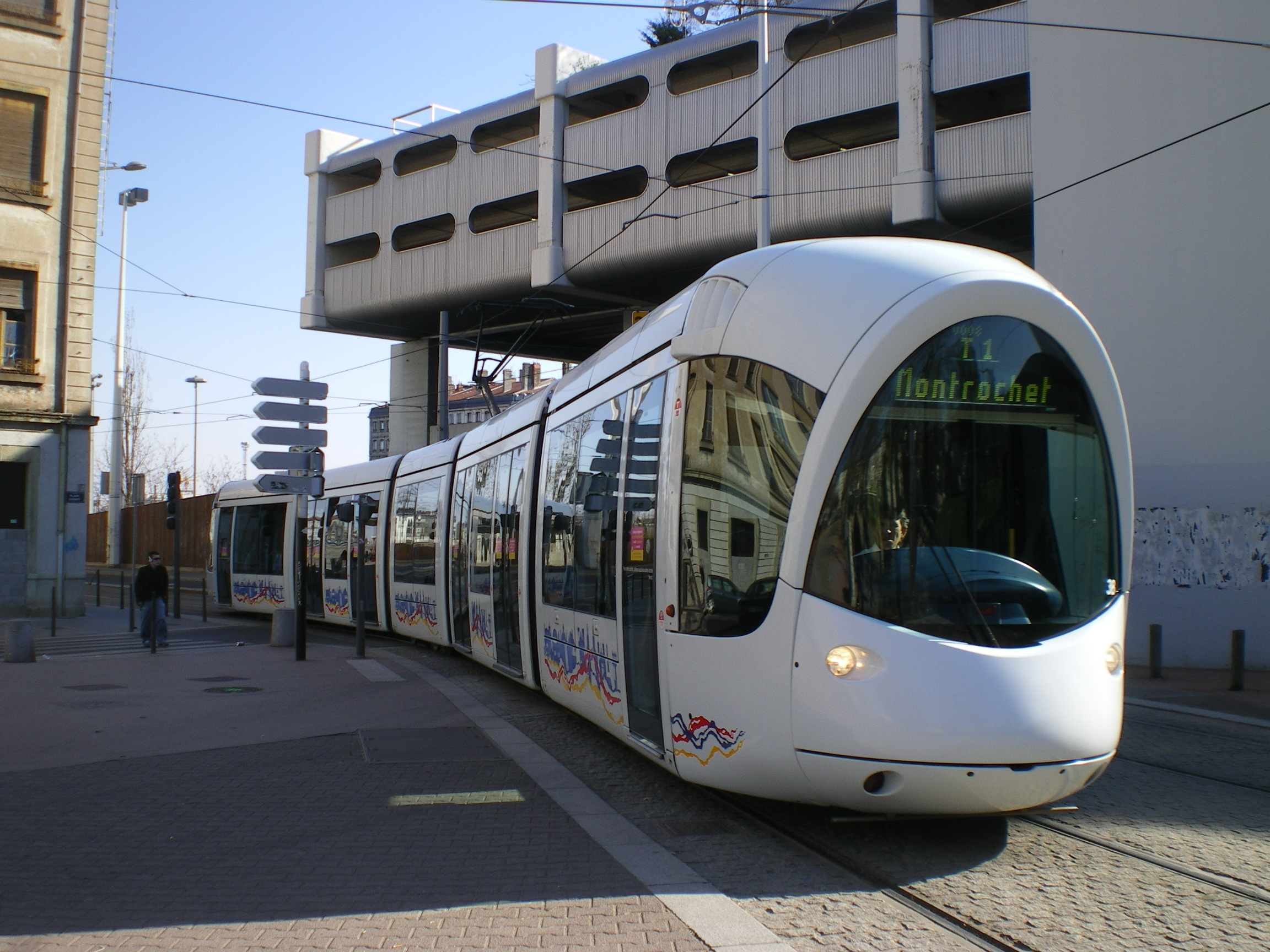
Rame Citadis 302 arrivant à la station Perrache, ici au bord de la place Carnot.

La ligne T1 est mise en service le 2 janvier 2001, au même moment que la ligne T2, entre le centre d'échanges de Perrache dans le 2e arrondissement de Lyon et le campus de La Doua à Villeurbanne. L'ouverture de ces deux lignes marque le retour du tramway à Lyon.

### Prolongement dePerracheàMontrochet
Le 15 septembre 2005, elle est prolongée de trois stations au sud de Perrache sur le cours Charlemagne : Suchet (devenue Place des Archives en 2019), Sainte-Blandine et Montrochet (devenue Hôtel de région - Montrochet en 2011).
Lors des travaux de ce prolongement, une voie unique est posée en terre-plein central du cours Charlemagne, entre le nouveau terminus et le site du musée des Confluences. Ce tronçon aurait dû être mis en service à l'ouverture du musée (initialement programmée en 2008) et n'être exploité que pendant ses heures d'ouverture. Cependant, du fait des multiples retards dans la réalisation du musée, et pour désenclaver le quartier en ré-urbanisation rapide de la Confluence, il est finalement décidé de procéder à une extension plus ambitieuse de la ligne jusqu'à Debourg dans le quartier de Gerland.

### Extension jusqu'àDebourg

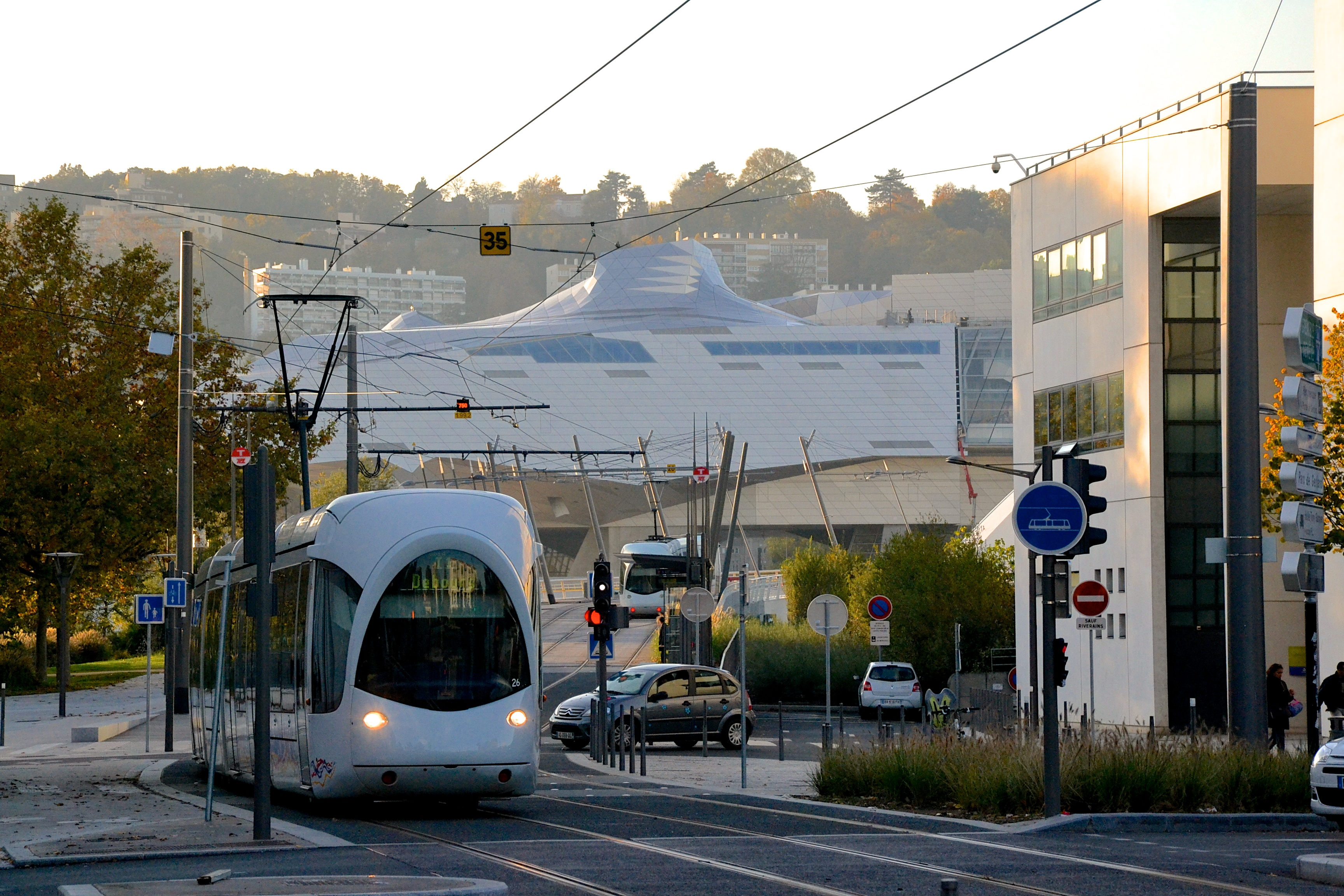
Rame Citadis 302 sur la ligne T1 en approche de la station Halle Tony Garnier.

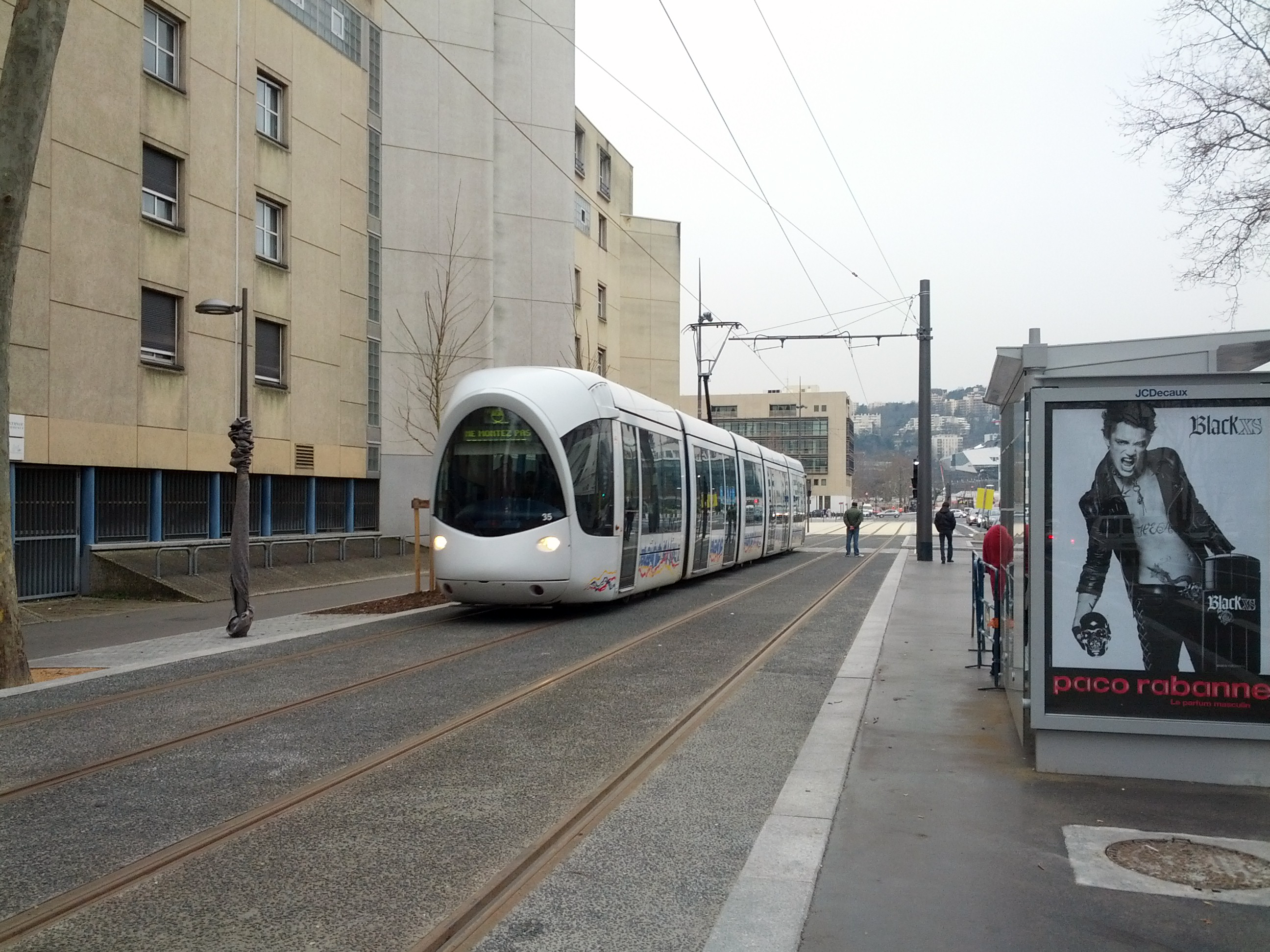
Rame Citadis 302 en marche d'essai sur le prolongement vers Debourg en janvier 2014.

Le 19 février 2014, la ligne est prolongée jusqu'à la station Debourg de la ligne B du métro, afin de relier la Presqu'île à Gerland. Ce prolongement ajoute 2,3 km de ligne supplémentaire et 4 nouvelles stations. Une se trouve dans le quartier Confluence, à proximité du musée. Trois autres sont situées dans le quartier de Gerland : la première à proximité de la Halle Tony-Garnier, la seconde le long de l'avenue Debourg à proximité du site Monod de l'ENS, et la troisième à proximité de l'avenue Jean Jaurès et de la station Debourg de la ligne B du métro.
La ligne totalise alors 27 stations sur 11,7 km. Les travaux de déviation des réseaux pour ce prolongement commencent à la mi-novembre 2011, suivi par les travaux de construction de la ligne à partir de janvier 2012. Les premiers essais ont eu lieu le 16 décembre 2013. Un nouveau pont sur le Rhône dédié au passage du tramway et aux modes doux a été construit à proximité du pont Pasteur et du musée des Confluences. Ce pont est nommé pont Raymond-Barre, en hommage à l'ancien maire de Lyon.

### Travaux sur la ligne pendant l'été 2019
En juillet et août 2019, la ligne T1 connaît des travaux de rénovation et de réaménagement à divers endroits de son tracé. D'une part, plus de 18 ans après la mise en service de la section historique entre Perrache et IUT - Feyssine, le remplacement d'appareils de voie et de certaines portions de voie devenait nécessaire. D'autre part, les travaux de réaménagement menés dans les quartiers de La Part-Dieu et Perrache prévoient des modifications de la voirie publique située autour du tracé de la ligne T1. Ces modifications nécessitent la suppression et l'ajout d'appareils de voie, ou le réaménagement de stations. Pour permettre ces travaux estivaux, la ligne T1 doit être interrompue sur les parties concernées. À partir du 1er juillet 2019, elle est d'abord scindée en deux parties distinctes, la première de Debourg à Liberté, et l'autre de Charpennes à IUT - Feyssine, elle ne dessert alors plus les stations entre Liberté et Charpennes. Puis, à partir du 8 juillet 2019, seules les stations de Charpennes à IUT - Feyssine restent desservies, n'étant pas concernées par les travaux. Cette interruption partielle prend fin le 25 août 2019.
Parmi les multiples points de travaux, nous pouvons en remarquer certains :
- La suppression du tiroir de retournement situé sur le boulevard Vivier-Merle, devant la Bibliothèque municipale de Lyon, dans le cadre du projet de réaménagement du quartier de La Part-Dieu.
- En remplacement du tiroir boulevard Vivier-Merle, un nouveau est construit rue Servient. Cette voie supplémentaire s'insère entre les deux voies initiales de la ligne, à l'Ouest de la station Part-Dieu - Servient, devenue Part-Dieu - Auditorium. À cette occasion, les quais de la station sont allongés pour permettre l'accueil de rames longues de 43 mètres[3].
- Un nouvel aiguillage reliant les deux voies est installé à la station Gare Part-Dieu - Vivier Merle.
- Entre la place des Archives et le cours Suchet, la piétonnisation du cours Charlemagne permet à la station Suchet d'être réaménagée. Afin de renforcer l'aspect de place piétonne aux abords de la station, des ouvertures sont faites à l'arrière des quais, sur les parois séparant initialement le quai et la voie de circulation automobile, pour ainsi créer des accès aux quais depuis les trottoirs. La station est aussi réaménagée en prévision de l'accueil à partir de 2020 (finalement repoussé à 2021) de la ligne T2 prolongée à Hôtel de région - Montrochet. À la suite de ces travaux, la station Suchet est renommée Place des Archives[4].
- L'aiguillage où se séparent les lignes T1 et T2, à l'Est du pont Gallieni, est remplacé.

Parallèlement à ces travaux, des essais pour la ligne T6 dernièrement construite sont menés à Debourg, terminus régulier de la ligne T1 et station de jonction entre les deux lignes de tramway.

## Tracé et stations

### Tracé

Tracé réel de la ligne.

Le tracé naît, rue Simon Fryd, sur l'avenue Debourg, dans le 7e arrondissement de Lyon, à la station Debourg de la ligne B du métro. La ligne se dirige ensuite vers l'ouest, en site propre sur l'avenue Debourg en position latérale au sud de l'axe. Arrivée à la station Halle Tony-Garnier en passant devant la halle du même nom, la ligne franchit le Rhône sur le pont Raymond-Barre, réservé au tramway et aux modes doux, pour rejoindre le 2e arrondissement et le quartier de la Confluence. Après desserte du Musée des Confluences par la station du même nom, la ligne passe sous l'auto-pont Pasteur, emprunté par l'autoroute A7, et suit le cours Charlemagne en longeant l'ancien marché-gare et les voies SNCF puis arrive au cœur du nouveau quartier de La Confluence en desservant l'hôtel de la région Auvergne-Rhône-Alpes, le centre commercial Confluence et la Patinoire Charlemagne à la station Hôtel de région - Montrochet. La ligne remonte ensuite vers la Gare de Lyon-Perrache et son Centre d'échanges en desservant les stations Sainte-Blandine et Place des Archives. Puis elle passe dans la voûte Est sous la gare SNCF et dessert la station Perrache, située au niveau du terminus de la ligne A du métro. La ligne est alors en tronc commun avec la ligne T2 du tramway en terminus à cette station. La ligne bifurque à droite et ressort du centre d'échanges pour se diriger vers le pont Gallieni, utilisé en tronc commun avec la ligne T2, pour franchir à nouveau le Rhône et revenir dans le 7e arrondissement. De l'autre côté du pont, tandis que la ligne T2 continue tout droit sur l'avenue Berthelot, la ligne T1 bifurque à gauche sur le quai Claude Bernard, du côté Est de la voirie, et dessert la station du même nom, qui est située devant l'Hôpital Saint-Joseph-Saint-Luc et à proximité de l'Université Lyon II. 

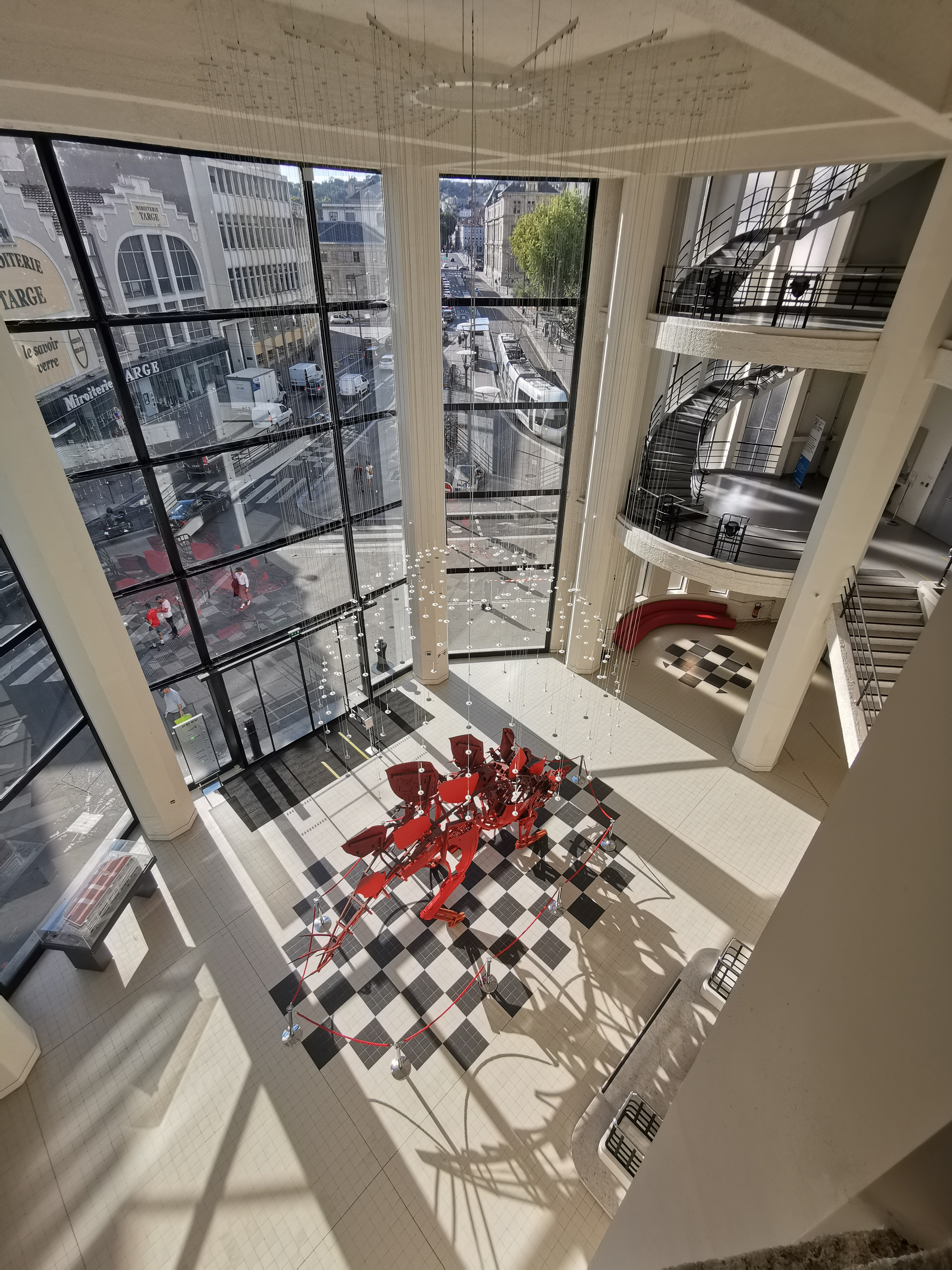
L'arrêt rue de l'université vu du Garage Citroën

La ligne tourne ensuite à droite rue de l'Université, dessert la station du même nom puis, en face du garage Citroën, tourne à gauche et s'engage dans la rue de Marseille pour rejoindre la petite station Saint-André devant l'église du même nom, puis elle continue son chemin pour arriver à la station Guillotière - Gabriel Péri de la ligne D du métro. La ligne s'engage alors sur le cours de la Liberté dans le 3e arrondissement, sur le côté Ouest de la voirie, puis tourne à droite rue Servient en site propre côté Sud en desservant la mairie du 3e arrondissement, le palais de justice puis, après avoir traversé la rue Garibaldi s'engage sous le centre commercial de La Part-Dieu puis tourne à gauche et dessert la station Gare Part-Dieu - Vivier Merle desservant la gare de Lyon-Part-Dieu, en correspondance avec de nombreuses lignes de métro, tramway et bus. La ligne se dirige ensuite cours Lafayette en tournant à droite et remonte le Cours du côté Nord sur quelques centaines de mètres puis tourne à gauche pour desservir la station Thiers - Lafayette, et entre dans le 6e arrondissement et s'engage sur l'avenue Thiers. La ligne est en tronc commun avec la ligne T4 du tramway et remonte vers la station Charpennes - Charles Hernu des lignes A et B du métro, la ligne entre alors dans la commune de Villeurbanne et remonte successivement les rues Henri Rolland, Jacques Brel et Mozart, en desservant le quartier Charpennes-Tonkin puis s'engage sur l'avenue Condorcet. Arrivée au croisement avec l'avenue du 11 novembre 1918, la ligne continue tout droit et s'engage, en site propre entièrement séparé de la circulation, dans le campus scientifique de La Doua et dessert l'Université Lyon I, l'Espace Double Mixte à la station La Doua - Gaston Berger, terminus de la ligne T4, et longe l'avenue Albert Einstein jusqu'à la station Croix-Luizet où la ligne tourne à gauche et rejoint le terminus IUT - Feyssine, dont les voies se prolongent jusqu'à un remisage couvert.

### Principaux ouvrages d'art
La ligne présente trois ouvrages d'art particulier, le pont Raymond-Barre pour effectuer le franchissement du Rhône, la station Perrache construite sous le centre d'échanges, avec un accès direct aux quais de la ligne A du métro, située juste à côté, et la présence d'un ascenseur à la station Part-Dieu - Auditorium.

### Liste des stations
|  |   |  | Station                          | Communes desservies | Correspondances |
|  | - |  | -------------------------------- | ------------------- | --- |
|  | ■ |  | Debourg                          | Lyon 7e             | Ligne oui · Ligne MB · Ligne oui · Ligne T6 · Ligne oui · Ligne 34 · Ligne 60 · Ligne 64 · Ligne BRB · Ligne 60                                    |
|  | • |  | ENS Lyon                         | Lyon 7e             | Ligne oui · Ligne 34 · Ligne BRB · Ligne 60 |
|  | • |  | Halle Tony-Garnier               | Lyon 7e             | Ligne oui · Ligne 34 · Ligne BRB · Ligne 60 |
|  | • |  | Musée des Confluences            | Lyon 2e             | (S1 à l'arrêt Confluence - Rambaud) |
|  | • |  | Hôtel de région - Montrochet     | Lyon 2e             | · le mercredi, le weekend et les jours fériés uniquement ·                                                                                         |
|  | • |  | Sainte Blandine                  | Lyon 2e             | Ligne oui · Ligne T2 |
|  | • |  | Place des Archives               | Lyon 2e             | Ligne oui · Ligne T2 · Ligne oui · Ligne 63 · Ligne S1                                                                                             |
|  | • |  | Perrache                         | Lyon 2e             | Cars Région X75 TGV, TER Auvergne-Rhône-Alpes |
|  | • |  | Quai Claude-Bernard              | Lyon 7e             | Ligne oui · Ligne 35 |
|  | • |  | Rue de l'Université              | Lyon 7e             | Ligne oui · Ligne 35 |
|  | • |  | Saint-André                      | Lyon 7e             | |
|  | • |  | Guillotière - Gabriel Péri       | Lyon 7e             | Ligne oui · Ligne MD · Ligne oui · Ligne C9 · Ligne C12                                                                                            |
|  | • |  | Liberté                          | Lyon 3e             | Ligne oui · Ligne C9 |
|  |   |  | Saxe - Préfecture                | Lyon 3e             | Ligne oui · Ligne C4 · Ligne C9 · Ligne C14 |
|  | • |  | Palais de Justice - Mairie du 3e | Lyon 3e             | (à la station Place Guichard) |
|  | • |  | Part-Dieu - Auditorium           | Lyon 3e             | Ligne oui · Ligne C9 · Ligne C13 · Ligne C25 · Ligne oui · Ligne 38                                                                                |
|  | • |  | Gare Part-Dieu - Vivier Merle    | Lyon 3e             | TGV, TER Auvergne-Rhône-Alpes Correspondances à Gare Part-Dieu - Villette : Cars Région X75                                                        |
|  | • |  | Thiers - Lafayette               | Lyon 6e             | · (Dés septembre 2025) · |
|  | • |  | Collège Bellecombe               | Lyon 6e             | Ligne oui · Ligne T4 · Ligne oui · Ligne C16 · Ligne oui · Ligne 27                                                                                |
|  | • |  | Charpennes - Charles Hernu       | Villeurbanne        | Ligne oui · Ligne MA · Ligne MB · Ligne oui · Ligne T4 · Ligne oui · Ligne C2 · Ligne C16 · Ligne C17 · Ligne oui · Ligne 27 · Ligne 37 · Ligne 70 |
|  | • |  | Le Tonkin                        | Villeurbanne        | Ligne oui · Ligne T4 · Ligne oui · Ligne C2 · Ligne oui · Ligne 70                                                                                 |
|  | • |  | Condorcet                        | Villeurbanne        | Ligne oui · Ligne T4 · Ligne oui · Ligne C26 · Ligne oui · Ligne 69                                                                                |
|  | • |  | Université Lyon 1                | Villeurbanne        | Ligne oui · Ligne T4 |
|  | • |  | La Doua - Gaston Berger          | Villeurbanne        | (T6 Dès 2026) |
|  | • |  | INSA - Einstein                  | Villeurbanne        | Ligne oui · Ligne C17 · Ligne C26 |
|  | • |  | Croix-Luizet                     | Villeurbanne        | |
|  | ■ |  | IUT - Feyssine                   | Villeurbanne        | Parc relais |

### Aménagement des stations
Toutes les stations sont équipées de bornes Visulys. Des distributeurs automatiques de titres de transport sont installés sur les quais des stations. Elles sont toutes accessibles aux personnes à mobilité réduite (PMR). Elles sont à quais latéraux, sauf les stations ENS Lyon, Musée des Confluences, Part-Dieu - Auditorium ou Condorcet, qui sont à quai central.

## Exploitation de la ligne

### Présentation
La ligne T1 est exploitée par RATP Dev Lyon, délégataire du réseau TCL. Elle fonctionne entre 4 h 40 (5 h 30 les dimanches et jours de fête) et 0 h 35, tous les jours sur la totalité du parcours. Le tracé est découpé comme ceci : Debourg ↔ Halle Tony-Garnier ↔ Hôtel de région - Montrochet ↔ Place des Archives ↔ Perrache ↔ Quai Claude Bernard ↔ Liberté ↔ Part-Dieu - Auditorium ↔ Gare Part-Dieu - Vivier Merle ↔ Thiers - Lafayette ↔ Charpennes - Charles Hernu ↔ La Doua - Gaston Berger ↔ IUT - Feyssine

### Temps de parcours et fréquences
Les tramways relient Debourg à IUT - Feyssine en 45 minutes. Il y a, en moyenne, un tramway toutes les 3 à 7 minutes en journée entre 6 et 19 heures et toutes les 15 minutes en début et fin de service, un toutes les 7 à 10 minutes de 6 à 12 h et de 12 h 30 à 20 h et un toutes les 15 minutes en début et fin de service le samedi. Le dimanche, la fréquence est de 10 à 15 minutes.

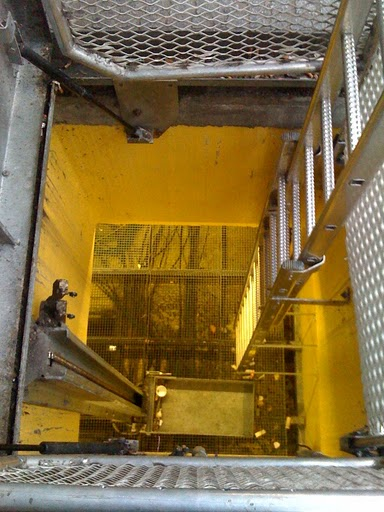
Bouche souterraine du T1, à Gare Part-Dieu - Vivier Merle.

### Matériel roulant

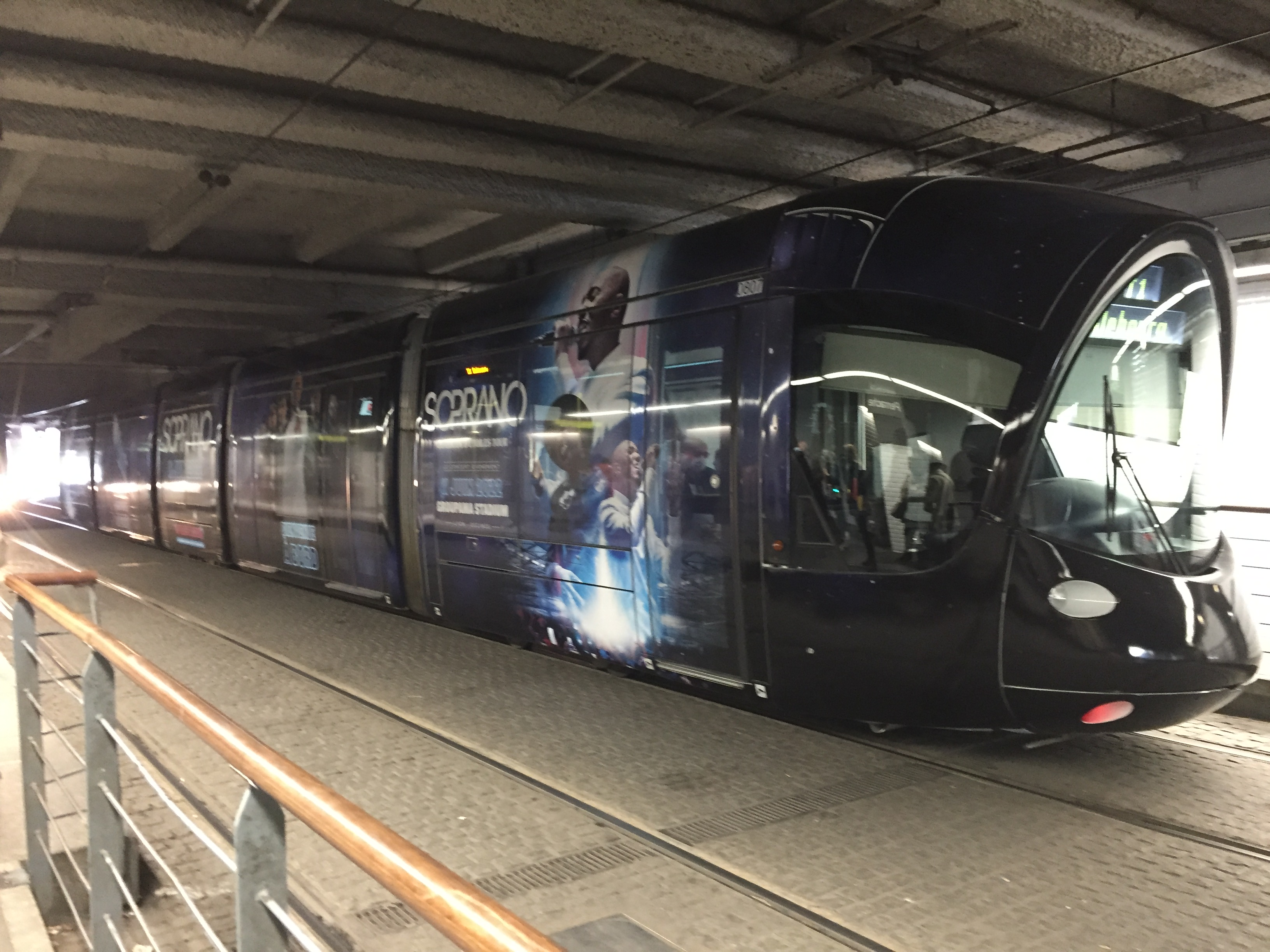
La rame 807 (Citadis 302 livrée Soprano) du T1 pelliculée vue à Perrache.

La ligne est exploitée par des rames Citadis 302 du constructeur français Alstom. La première a été livrée en juin 2000. Elle faisait partie d'une commande de 39 rames (nos 801 à 839) à 5 caisses sur 3 bogies. Cette commande était commune aux lignes T1 et T2 dans le cadre du retour du tramway à Lyon. La deuxième tranche composée de 8 rames (nos 840 à 847) a été livrée en 2003 dans le cadre du prolongement du T2 à Saint-Priest - Bel Air.
- Longueur : 32,416 m
- Largeur : 2,4 m
- Hauteur du plancher au-dessus du rail : 350 mm
- Masse à vide : 38,4 t
- Masse en charge normale : 52,48 t
- Nombre de bogies moteurs : 2
- Alimentation électrique : 750 V continu
- Capacité de transport : 272 personnes (56 places assises)[N 1]
- Vitesse maximale : 70 km/h
- Kilométrage annuel moyen d'un véhicule : 60 000 km
- Plancher bas intégral pour permettre l'accès aux personnes à mobilité réduite.
- Système de climatisation.

### Conduite et signalisation
En 2000, l'entreprise lyonnaise, SEA Signalisation produit l'ensemble du matériel SLT pour la ligne T1. C'était un projet clé en main : conception et production, ainsi que la réalisation ont été faites par cette société.

### Ateliers
Les rames sont remisées aux centres de maintenance de Saint-Priest et de Meyzieu Zone Industrielle.
En 2013, le SYTRAL a décidé de couvrir l'arrière-gare du terminus IUT - Feyssine afin de remiser quelques rames (<10) durant la nuit. Les rames de la ligne T4 étant remisées au dépôt de Meyzieu, la distance est longue à parcourir pour les premiers départs de la Doua. Ce remisage permet donc d'éviter des voyages à vide depuis le dépôt jusqu'au départ de la ligne.

### Tarification et financement
La tarification est identique sur l'ensemble du réseau TCL, et est accessible avec l'ensemble des tickets et abonnements existants. Un ticket unité permet un trajet simple quelle que soit la distance, avec une ou plusieurs correspondances possibles avec les autres lignes de bus, tramway, funiculaire et de métro pendant une durée maximale de 1 h entre la première et dernière validation.
Un ticket validé dans un tramway permet d'emprunter l'ensemble du réseau, quel que soit le mode de transport. Le trajet retour est autorisé avec le même ticket depuis le 1er janvier 2013 dans la limite d'une heure après sa première validation.
Le financement du fonctionnement des lignes (entretien, matériel et charges de personnel) est assuré par l'exploitant Keolis Lyon. Cependant, les tarifs des billets et abonnements dont le montant est limité par décision politique ne couvrent pas les frais réels de transport. Le manque à gagner est compensé par l'autorité organisatrice, le SYTRAL. Il définit les conditions générales d'exploitation ainsi que la durée et la fréquence des services.

### Trafic
Cette ligne est très fréquentée par les étudiants puisqu'elle dessert le campus de La Doua et l'Université Lyon-II. La ligne relie également les deux gares principales de Lyon, Perrache et Part-Dieu, mais aussi les deux grands centres commerciaux du centre de Lyon qui sont La Part-Dieu et Confluence.

## Projets

### Prolongement aux Hôpitaux Est: d'une extension à une ligne à part entière
Au moment du prolongement de la ligne à Debourg en février 2014, le SYTRAL a annoncé qu'un prolongement jusqu'aux Hôpitaux Est est prévu en 2019. Connu sous le nom de « A7 », ce projet d'extension fait partie du plan de mandat du SYTRAL 2015-2020 adopté en décembre 2014.
Ce prolongement de près de 6,7 km prévoit la création de 13 stations pour un temps de parcours d'environ 21 minutes. La fréquence serait d'un tram toutes les 10 minutes. Il est annoncé en 2015 que l'exploitation se fera finalement sous forme d'une ligne séparée qui prendra l'indice T6.

## Autour de la ligne T1

### Art contemporain
Le SYTRAL choisit cinq artistes contemporains afin d'embellir les deux premières lignes du tramway. Le programme artistique était conçu autour du tramway et l'identité lyonnaise, qu'elle soit géographie ou culturelle.
1. Pierre Sorin met en place des panneaux d'affichage vidéo projetant un film mettant en scène des personnages, qui par effet d'optique, semblent défiler sur les rails.
2. Bill Fontana diffuse dans les stations de la ligne T1 des sons enregistrés de 18 sites lyonnais.
3. Cécile Dupaquier installe huit boîtiers lumineux pouvant afficher deux caractères, diffusant des messages courts. Ces messages sont déclenchés par le passage du tramway ou d'un passant.
4. Jean-Jacques Rullier offre aux piétons une table d'orientation le long des quais du Rhône.
5. Bruno Yvonnet affiche quatre photos aux couleurs vives tirées sur des bâches représentant le conflit, la discussion, la tendresse et des situations banales.